# 美西达醇
美西达醇是一种有机化合物，分子式C
16H
16O
6，属于一种O-甲基化的黄烷醇，可看作儿茶素的3-甲醚，在大鼠实验中可抑制组氨酸脱羧酶。